# Улица Братьев Щукиных
Улица Братьев Щукиных — улица во Владикавказе, Северная Осетия, Россия. Улица располагается в Иристонском муниципальном округе. Начинается от улицы Ватутина и заканчивается улицей Зураба Магкаева.

## Расположение
Улицу Братьев Щукиных пересекают улицы Академика Шёгрена, Лермонтовская, Пушкинская, Декабристов, Седова и переулок Восточный.
На улице Братьев Щукиных заканчиваются улицы Годовикова и Побежимова. От улицы Братьев Щукиных начинается улица Щербакова.

## История
Улица названа в честь братьев Семёна Павловича и Константина Павловича Щукиных, которые были активными участниками Гражданской войны на Кавказе.
Улица образовалась в начале XX века и впервые была обозначена как улица 1-я Линия на плане Владикавказа от 1911 года. 22 октября 1925 года городской совет Владикавказа переименовал улицу 1-я Линия в улицу Братьев Щукиных.
На улице несколько десятков лет каждые выходные дни действует «блошиный рынок».

## Источник
- Владикавказ. Карта города, изд. РиК, Владикавказ, 2011
- Кадыков А. Н., Улицы, переулки, площади и проспекты г. Владикавказа: справочник, изд. Респект, Владикавказ, 2010, стр. 48-49, ISBN 978-5-905066-01-6
- Торчинов В. А., Владикавказ., Краткий историко-краеведческий справочник, Владикавказ, Северо-Осетинский научный центр, 1999, стр. 99, 106, ISBN 5-93000-005-0